# Anelus richardsoni
Anelus richardsoni är en mångfotingart som först beskrevs av Pocock 1908.  Anelus richardsoni ingår i släktet Anelus och familjen Atopetholidae. Inga underarter finns listade i Catalogue of Life.